# Vasco da Gama Esporte Clube
Vasco da Gama Esporte Clube é uma agremiação esportiva da cidade de Tangará da Serra, Mato Grosso.

## História
O clube disputou o Campeonato Mato-Grossense de Futebol em 1987, 1988 e 1989.

## Estatísticas

### Participações
| Competição  | Competição                | Temporadas | Melhor campanha        | Estreia | Última | P | R |
| Mato Grosso | Campeonato Mato-Grossense | 3          | Desconhecido (3 vezes) | 1987    | 1989   | – | – |